# Дувало
Дувало  (мак. Дувало) - фумарола , розташоване у східній околиці житлової забудови села Косел в межах центральної частини його території, неподалік від Охридського озера на південному заході  Північної Македонії. Знаходиться на висоті приблизно 750 метрів  над рівнем моря. Найбільша фумарола нагадує мініатюрний кратер діаметром 50 сантиметрів і глибиною 30 см. Кратер і прилегла до нього місцевість є охороняється державою природною територією в статусі пам'ятки природи .
Газоподібний діоксид вуглецю і діоксид сірки виділяються з отвору, і запах сірки, як кажуть мешканці, відчувається в радіусі 3 кілометрів навколо нього. Він являє собою останні сліди історично значимої вулканічної активності в цьому районі. За часів Османської імперії він використовувався для видобутку сірки. Є останнім діючим балканським вулканом. Виверження сталося в 2014 році .